# Great Expectations (2011)
Great Expectations is een driedelige dramaserie die op 27 december 2011 in première ging op BBC One. De miniserie is geregisseerd door Brian Kirk en gebaseerd op de gelijknamige roman uit 1861 van Charles Dickens.

## Verhaal
De dramaserie vertelt het verhaal van de veroordeelde Abel Magwitch die Pip ontmoet. Ze worden bevriend met Miss Havisham, een vrouw die haar huis jarenlang niet heeft verlaten nadat ze op haar trouwdag in de steek was gelaten, 
woont daar samen met haar geadopteerde dochter Estella. Sinds Pip en Estella elkaar ontmoeten, vormen ze een sterke relatie. 

## Rolverdeling
- Douglas Booth als Philip "Pip" Pirrip
- Ray Winstone als Abel Magwitch
- Gillian Anderson als Miss Havisham
- David Suchet als Jaggers
- Markeer Addy als oom Pumblechook
- Frances Barber zoals mevrouw Brandley
- Tom Burke als Bentley Drummle
- Charlie Creed-Miles als Sergeant
- Shaun Dooley als Joe Gargery
- Oscar Kennedy als jonge Pip
- Vanessa Kirby als Estella
- Harry Lloyd als Herbert Pocket
- Susan Lynch als Molly
- Izzy Meikle-Small als jonge Estella
- Paul Rhys als Compeyson / Denby
- Paul Ritter als John Wemmick
- Jack Roth als Dolge Orlick
- Claire Rushbrook als mevrouw Joe
- Perdita Weeks als Clara

## Prijzen en nominaties
Great Expectations won 14 prijzen en ontving 17 nominaties, waarvan de belangrijkste:
| Jaar | Prijs            | Categorie                                                         | Ontvangstnemer(s)                                            | Uitslag     |
| ---- | ---------------- | ----------------------------------------------------------------- | ------------------------------------------------------------ | ----------- |
| 2012 | BAFTA Awards     | Beste visuele effecten                                            | Lucy Ainsworth-Taylor, Angela Barson & Henry Badgett         | Gewonnen    |
| 2012 | BAFTA Awards     | Beste fotografie en belichting: fictie                            | Florian Hoffmeister                                          | Gewonnen    |
| 2012 | BAFTA Awards     | Beste productieontwerp                                            | David Roger                                                  | Gewonnen    |
| 2012 | BAFTA Awards     | Beste televisiemuziek                                             | Martin Phipps                                                | Genomineerd |
| 2012 | BAFTA Awards     | Beste grime en haarstijl                                          | Kirstin Chalmers                                             | Genomineerd |
| 2012 | BAFTA Awards     | Beste bewerking: fictie                                           | Victoria Boydell                                             | Genomineerd |
| 2012 | BAFTA Awards     | Beste geluid: fictie                                              | Richard Dyer, Paul Hamblin, Stefan Henrix & Matthew Skelding | Genomineerd |
| 2012 | Emmy Awards      | Beste Art Direction voor een miniserie of film                    | David Roger, Paul Ghirardani & Jo Kornstein                  | Gewonnen    |
| 2012 | Emmy Awards      | Beste cinematografie voor een miniserie of film, voor "Deel 2"    | Florian Hoffmeister                                          | Gewonnen    |
| 2012 | Emmy Awards      | Beste kostuums voor een miniserie, film of special, voor "Deel 2" | Annie Symons & Yvonne Duckett                                | Gewonnen    |
| 2012 | Emmy Awards      | Beste hoofdtitelontwerp                                           | Nic Benns, Rodi Kaya & Tom Bromwich                          | Gewonnen    |
| 2012 | Emmy Awards      | Beste titelmuziek                                                 | Martin Phipps                                                | Genomineerd |
| 2012 | Satellite Awards | Beste actrice in een televisiefilm of miniserie                   | Gillian Anderson                                             | Genomineerd |